# آلماست (اپرا)
آلماست (ارمنی: Ալմաստ) تنها اپرای آلکساندر اسپندیریان، آهنگساز اهل کشور ارمنستان است. اپرانامه آلماست توسط سوفیا پارنوک با اقتباس از «تصرف قلعه تمپک» نوشته هوهانس تومانیان نگاشته شده‌است.